# Perizoma haasi
Perizoma haasi là một loài bướm đêm trong họ Geometridae.